# Pjotr Durnovo
Pjotr Nikolajevitj Durnovo (ryska: Пётр Николаевич Дурново), född 1845 i guvernementet Moskva, död 24 september (gamla stilen: 11 september) 1915 i Petrograd, var en rysk ämbetsman och politiker.
Durnovo blev vicedirektör 1883 och var 1884–93 direktör för polisväsendet. Han var ett av tsardömets trogna redskap, utpräglat reaktionär och bekämpade energiskt revolutionära rörelser, men var mindre nogräknad om medlen. Spioneri, provokation, godtyckliga häktningar, fängslande och förvisning på "administrativ väg" hörde till ordningen för dagen. 
Durnovo blev senator 1893, biträdande inrikesminister 1900 och var under tiden oktober 1905 till maj 1906 inrikesminister i Sergej Wittes regering. Som sådan motsatte han sig de i "oktobermanifestet" utlovade reformerna. Även senare hörde han som medlem av riksrådet till reaktionens ledare och motarbetade Pjotr Stolypin men förmådde inte hindra zemstvoinstitutionens införande i Västryssland 1911. År 1914 avrådde han förgäves krig.